# گوزن دم‌سفید
گوزن دم‌سفید (نام علمی: Odocoileus virginianus) نوعی گوزن متوسط‌جثه بومی قاره آمریکا از کانادا تا بولیوی و پرو است. این حیوان توسط انسان به نیوزیلند، کوبا، جامائیکا، هیسپانیولا و برخی جزایر دیگر کارائیب، و چند کشور اروپایی از جمله فنلاند، جمهوری چک و صربستان نیز معرفی شده‌است.
گوزن دم‌سفید پرشمارترین سم‌دار وحشی در قاره آمریکاست و جمعیت آن در سال ۲۰۰۵ در ایالات متحده حدود ۳۰ میلیون راس برآورده شده‌است.